# Movimento pela aceitação de corpos gordos

A escultura Kvinnorna (As mulheres de bronze) fora do museu de arte de Växjö, Suécia. Ela exibe uma mulher magra e outra obesa como uma reação à fixação pelo corpo.

O movimento pela aceitação de obesos, também lembrado como body positive, reúne indivíduos que lutam para que pessoas de aparência obesa não sejam perseguidas ou estigmatizadas pela sociedade. Os seguidores do movimento tentam encontrar maneiras para combater as idéias discriminatórias que as sociedades ocidentais têm a respeito da obesidade. Hoje o mercado da moda para obesas aumentou muito nos últimos tempos,os concursos plus-size vem ganhando seu espaço e visualização perante a mídia e as empresas nos últimos tempos ,porem a publicidade e eventos de modelos magras e de seus respectivos trabalhos ainda é muito maior e muito mais lucrativa do que a das "gordinhas".
Ao mesmo tempo que ganha adeptos e simpatizantes, médicos e especialistas não o aprovam, pois segundo eles, está causa corresponde a um risco à saúde, já que a obesidade é considerada uma doença e com ela vem vários outros males em longo prazo, que podem ser evitados com uma alimentação saudável.